# Битка при Лингон
Битката при Лингон се състои около 298 г. между римската армия, командвана от император Констанций I Хлор и алеманите. Резултатът е победа за Рим.

## Ход на битката
Сражението преминава в два етапа. Първоначално алеманите взимат превес след като изненадват войските на императора, който ранен търси убежище в близкия град Лингон (днес Лангър, Франция). Населението отказва да отвори вратите за войските му и той е принуден да се издигне по градските стени с въже. Узнавайки за опасността, римските войски в района се организират и нанасят тежки загуби на алеманите.